# نیو میل اند
نیو میل اند (به انگلیسی: New Mill End) یک روستا در بریتانیا است که در بدفوردشر مرکزی واقع شده‌است.